# فائزه احمد خان
فائزه احمد خان (انگلیسی: Faiza Ahmad Khan) کارگردان و تهیه‌کننده فیلم، مستندساز و فیلم‌ساز تحسین‌شدهٔ مستند اهل هند است که در بمبئی مستقر است.
او در رشتهٔ «رسانه‌های ارتباط جمعی» تحصیل کرده و در فیلم انوار دستیار کارگردان بود.
از فیلم‌های او می‌توان به ابرمردان ماله‌گوان اشاره کرد که برندهٔ بیش از ۱۵ جایزه شده‌است.